# Diócesis de Juigalpa
La diócesis de Juigalpa (en latín: Dioecesis Iuigalpensis) es una circunscripción eclesiástica de la Iglesia católica en Nicaragua. Se trata de una diócesis latina, sufragánea de la arquidiócesis de Managua. Desde el 24 de septiembre de 2020 su obispo es Marcial Humberto Guzmán Saballos.

## Territorio y organización
La diócesis tiene 14 022 km² y extiende su jurisdicción sobre los fieles católicos de rito latino residentes en los departamentos de Chontales y Río San Juan.
La sede de la diócesis se encuentra en la ciudad de Juigalpa, en donde se halla la Catedral de Nuestra Señora de la Asunción.
En 2021 en la diócesis existían 29 parroquias.

## Historia
La prelatura territorial de Juigalpa fue erigida el 21 de julio de 1962 con la bula Christi voluntas del papa Juan XXIII, obteniendo el territorio de la diócesis de Granada.
El 30 de abril de 1991 fue elevada a diócesis con la bulaDilectis sane del papa Juan Pablo II.

## Estadísticas
Según el Anuario Pontificio 2022 la diócesis tenía a fines de 2021 un total de 313 586 fieles bautizados.
| Año                                                                             | Población            | Población | Población      | Sacerdotes | Sacerdotes    | Sacerdotes    | Bautizados por sacerdote | Diáconos permanentes | Religiosos | Religiosos | Parroquias |
| Año                                                                             | Bautizados católicos | Total     | % de católicos | Total      | Clero secular | Clero regular | Bautizados por sacerdote | Diáconos permanentes | Varones    | Mujeres    | Parroquias |
| ------------------------------------------------------------------------------- | -------------------- | --------- | -------------- | ---------- | ------------- | ------------- | ------------------------ | -------------------- | ---------- | ---------- | ---------- |
| 1965                                                                            | 91 066               | 96 066    | 94.8           | 12         | 6             | 6             | 7588                     |                      | 6          | 5          | 12         |
| 1970                                                                            | 92 000               | 98 723    | 93.2           | 6          | 6             |               | 15 333                   |                      |            | 5          | 13         |
| 1976                                                                            | 110 000              | 121 665   | 90.4           | 10         | 6             | 4             | 11 000                   |                      | 4          | 4          | 10         |
| 1977                                                                            | 103 290              | 105 470   | 97.9           | 13         | 6             | 7             | 7945                     |                      | 8          | 4          | 11         |
| 1987                                                                            | 139 800              | 156 000   | 89.6           | 17         | 10            | 7             | 8223                     |                      | 7          | 4          | 10         |
| 1999                                                                            | 199 804              | 279 344   | 71.5           | 21         | 13            | 8             | 9514                     |                      | 8          | 28         | 16         |
| 2000                                                                            | 105 809              | 299 344   | 35.3           | 21         | 13            | 8             | 5038                     |                      | 8          | 28         | 16         |
| 2001                                                                            | 119 170              | 246 683   | 48.3           | 21         | 13            | 8             | 5674                     |                      | 8          | 28         | 16         |
| 2002                                                                            | 121 553              | 259 017   | 46.9           | 16         | 8             | 8             | 7597                     |                      | 8          | 39         | 16         |
| 2003                                                                            | 131 000              | 271 968   | 48.2           | 24         | 16            | 8             | 5458                     |                      | 8          | 38         | 16         |
| 2004                                                                            | 230 248              | 277 405   | 83.0           | 21         | 15            | 6             | 10 964                   |                      | 7          | 38         | 16         |
| 2006                                                                            | 263 000              | 314 000   | 83.8           | 24         | 17            | 7             | 10 958                   |                      | 7          | 38         | 16         |
| 2013                                                                            | 285 788              | 348 523   | 82.0           | 27         | 18            | 9             | 10 584                   |                      | 19         | 45         | 23         |
| 2016                                                                            | 320 782              | 400 977   | 80.0           | 28         | 21            | 7             | 11 456                   | 3                    | 12         | 41         | 27         |
| 2019                                                                            | 319 700              | 390 770   | 81.8           | 33         | 26            | 7             | 9687                     | 2                    | 9          | 42         | 29         |
| 2021                                                                            | 313 586              | 377 347   | 83.1           | 35         | 26            | 9             | 8959                     | 2                    | 9          | 34         | 29         |
| Fuente: Catholic-Hierarchy, que a su vez toma los datos del Anuario Pontificio. |                      |           |                |            |               |               |                          |                      |            |            |            |

## Episcopologio
- Julián Luis Barni Spotti, O.F.M. † (14 de agosto de 1962-22 de junio de 1970 nombrado obispo de Matagalpa)
- Pablo Antonio Vega Mantilla † (16 de noviembre de 1970-29 de octubre de 1993 renunció)
- Bernardo Hombach Lütkermeier (28 de febrero de 1995-15 de diciembre de 2003 nombrado obispo de Granada)
- René Sócrates Sándigo Jirón (28 de octubre de 2004-29 de junio de 2019 nombrado obispo de León en Nicaragua)
- Marcial Humberto Guzmán Saballos, desde el 24 de septiembre de 2020